# Saslon

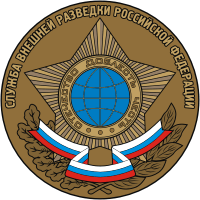
Logo des SVR

Saslon (russisch Заслон ‚Schirm / Barriere‘) ist eine Spezialeinheit des russischen Auslandsgeheimdienstes SVR. Ihre Existenz wurde vom russischen Staat bis 2014 geleugnet, die Einheit ist in der Öffentlichkeit nicht präsent.

## Geschichte
Die Einheit Saslon wurde am 23. März 1997 gegründet, aber erst 1998 mit einer Stärke von rund 300 Mann einsatzbereit. Die Einheit soll der siebten Abteilung des Selbstverteidigungszentrums des SVR angehören.
Im Jahr 2014 veröffentlichte der damalige russische Vizepräsident Dmitri Rogosin auf Twitter in einem mittlerweile gelöschten Post ein Bild, das ihn zusammen mit fünf Männern zeigt, deren Gesichter unkenntlich gemacht wurden. In dem Post dankte er den „Beamten der Saslon-Einheit“, welche für die Sicherheit im Libanon und Syrien sorgen würden.

### Einsätze

#### Irak
Während des Irakkriegs 2003 (Dritter Golfkrieg) setzte Russland zwei Saslon-Gruppen in Bagdad ein, um den russischen Botschafter und sensible Dokumente in dessen Botschaft zu schützen. Nach dem Krieg wurde Saslon auch zur Spionage gegen hochrangige Beamte der irakischen Regierung eingesetzt.
Am 3. Juni 2006 wurden zwei Mitglieder von Saslon zusammen mit drei Mitarbeitern der russischen Botschaft von einer bewaffneten Gruppe angegriffen, die sich selbst als „Shura Mujahadeen Council“ bezeichnete. Bei dem Überfall wurde ein Saslon-Mitglied erschossen, das zweite Saslon-Mitglied (Oleg Fodsejew) und die drei Botschaftsangehörigen wurden als Geiseln genommen. Am 19. Juni (16 Tage nach dem Angriff) forderten die Geiselnehmer die sofortige Freilassung tschetschenischer Kämpfer und den vollständigen Rückzug russischer Truppen aus Tschetschenien innerhalb von 48 Stunden. Nach Ablauf der Frist wurden alle vier Geiseln nach zwei Tagen erschossen und enthauptet. Fodsejews Leiche wurde 2012 gefunden und in Moskau bestattet. 

#### Syrien
Der russische Präsident Wladimir Putin soll einigen Quellen zufolge bereits im Mai 2013 Saslon-Einheiten in die syrische Hauptstadt Damaskus verlegt haben, um Baschar al-Assad und andere hochrangige Regierungsvertreter zu schützen. Zudem hätte die Einheit im Fall eines Zusammenbruchs des syrischen Regimes sensible Dokumente vernichtet.

#### Ukraine
Laut der Jerusalem Post soll Russland zu Beginn der russischen Invasion der Ukraine zivilgekleidete Saslon-Einheiten eingesetzt haben, um ukrainische Regierungsbeamte zu töten.

## Aufgabenbereiche
Zu den vermuteten Aufgabenbereichen Saslons gehören:
- Schutz von russischen diplomatischen Vertretern und hochrangigen russischen Beamten im Ausland; primär in Konfliktregionen
- Geiselrettung und Evakuierung russischer Staatsbürger im Ausland
- Rückführung sensibler Dokumente und Ausrüstungsgegenstände aus Botschaften

## Ausrüstung
Saslon-Mitglieder lassen sich primär durch ihre „سفارة روسيا - Embassy of Russia“ und SRV-Patches identifizieren.

### Uniform
Laut Benjamin Schiff, einem russischen Waffenexperten, tragen Saslon-Mitglieder olivgrüne taktische Uniformen mit olivgrünen/beigen Schutzwesten und Helmen.

### Waffen
Primär genutzt werden AK-103 und AK-104 Sturmgewehre sowie kleinere Maschinenpistolen des Typs PP-19-01 „Witjas“ und andere Handfeuerwaffen. Früher sollen auch Sturmgewehre vom Typ AK-74 genutzt worden sein.